# O Sol Também É uma Estrela
The Sun Is Also a Star (bra/prt: O Sol Também É uma Estrela) é um filme de drama estadunidense dirigido por Ry Russo-Young. O filme é baseado no romance para jovens adultos de mesmo nome escrito por Nicola Yoon, e é estrelado por Yara Shahidi e Charles Melton. Foi lançado em 17 de maio de 2019.

## Sinopse
Natasha Kingsley, uma jovem pragmática, só acredita em fatos que a ciência explica e descarta completamente o destino. Em menos de 24 horas, ocorre a deportação da família de Natasha para a Jamaica, mas, antes de isso acontecer, ela encontra Daniel, que a salva do atropelamento. Uma vez que se decidiu a convencê-la de o encontro de ambos ser obra do destino, Daniel tem o desafio de que ela passe com ele por um dia, no qual existe a missão de que ele a faça apaixonar-se.

## Elenco
- Yara Shahidi como Natasha Kingsley
- Charles Melton como Daniel Bae
- Jake Choi como Charles Bae
- Camrus Johnson como Omar
- Gbenga Akinnagbe como Samuel Kingsley
- Miriam A. Hyman como Patricia Kingsley
- Cathy Shim como Min Soo Bae
- John Leguizamo como Jeremy Martinez
- Hill Harper como Lester Barnes

## Produção
Em junho de 2018, Camrus Johnson foi contratado para interpretar Omar.
As filmagens começaram em 19 de junho de 2018. Em 29 de junho de 2018, Miriam A. Hyman se juntou ao elenco, como a mãe de Natasha, Sra. Kingsley. Em julho de 2018, Cathy Shim veio a bordo para interpretar Min Soo Bae, uma imigrante coreana.